# Wormkruidkokermot
De wormkruidkokermot (Coleophora tanaceti) is een vlinder uit de familie kokermotten (Coleophoridae). De wetenschappelijke naam is voor het eerst geldig gepubliceerd in 1865 door Muhlig.
De soort komt voor in Europa.